# Charles Gantillon
Pour les articles homonymes, voir Gantillon.
Charles Gantillon, né le 24 février 1909 à Lyon (France) et mort le 22 novembre 1967 à Virieu-le-Grand (France) est un directeur de théâtre et metteur en scène français. Il fut directeur du Théâtre des Célestins à Lyon de 1941 à sa mort en 1967.

## Biographie
Charles Gantillon, à l'origine un homme d'affaires, est proposé par Gaston Baty pour assurer en 1941 la succession de Charles Montcharmont à la tête du Théâtre des Célestins de Lyon qu'il dirigera durant vingt-six ans.
Sur la base de la Compagnie du Rideau Gris, la troupe créée en 1931 à Marseille par Louis Ducreux, il forme la Comédie de Lyon, la compagnie permanente du théâtre, à laquelle appartiendront Germaine Montero, Svetlana Pitoëff, Louis Ducreux, André Roussin, Jean Mercure ou Georges Wakhevitch. Cette nouvelle formation donne un élan sans précédent à l'activité du théâtre avec un minimum de quatre créations par saison. Il met en place un système d'abonnement préférentiel en direction des jeunes dont la réussite lui vaut d'être décoré de la Légion d'honneur en 1952 par Édouard Herriot, maire de Lyon et président de l’Assemblée nationale.
L'esprit entreprenant de Charles Gantillon va permettre aux lyonnais d'assister à une large palette de spectacles donnés par les acteurs et les metteurs en scène chefs des grandes troupes parisiennes ou décentralisées (la Comédie-Française, Jean-Louis Barrault, Jean Dasté, Charles Dullin, Jean Vilar, Pierre Brasseur, Pierre Fresnay, Gérard Philipe, etc.) qui viennent présenter des œuvres et des auteurs modernes (Une grande fille toute simple d'André Roussin, L'Aigle à deux têtes de Jean Cocteau, Le Feu sur la terre de François Mauriac, Bel-Ami de Frédéric Dard d'après Guy de Maupassant, La Marâtre d'Honoré de Balzac, La Cuisine des Anges, Les Pigeons de Venise ou Claude de Lyon d'Albert Husson). 
En novateur, il ouvre aussi ses portes à de jeunes metteurs en scène (Patrice Chéreau, Jorge Lavelli, Marcel Maréchal, Edmond Tamiz) qui font découvrir au public, parfois déconcerté, des auteurs encore peu connus à l’époque en province (Samuel Beckett, Bertolt Brecht, Armand Gatti, Eugène Ionesco). 
Dans une période de transformation de la société et du théâtre, son action n'est pas comprise. Les critiques négatives, la baisse des abonnements, l'afflux de dettes ont raison de son acharnement. Il se suicide en novembre 1967.

## Mises en scène

### Théâtre
- 1943 : Colinette (Marcel Achard)
- 1943 : L'Immortel Saint-Germain (Albert Husson)
- 1944 : Monsieur de Falindor (Georges Manoir et Armand Vérhylle)
- 1944 : Les Monstres sacrés (Jean Cocteau)
- 1947 : Histoire très naturelle (Hervé Lauwick)
- 1947 : Les Gueux au paradis (André Obey)
- 1948 : Sigismond ou le pot de pétunia (Georges Courteline)
- 1948 : La Ligne de chance (Albert Husson)
- 1948 : Tartuffe (Molière)
- 1948 : Feu la mère de Madame (Georges Feydeau)
- 1948 : Le Barbier de Séville (Pierre-Augustin Caron de Beaumarchais)
- 1951 : Des souris et des hommes (John Steinbeck)
- 1951 : Jedermann de Hugo von Hofmannsthal, Parvis de la cathédrale Saint-Jean Lyon
- 1952 : L'Avare (Molière)
- 1958 : Le Malade imaginaire (Molière)
- 1958 : Une leçon de chant pièce en un acte, Théâtre des Célestins
- 1958 : Le Valet de quatre cœurs d'après Servitore de due padroni de Carlo Goldoni, Théâtre des Célestins
- 1958 : Bernadette devant Marie (Henri Ghéon)
- 1958 : Lorenzaccio (Alfred de Musset)
- 1958 : Le Bossu (Paul Féval)
- 1959 : Hamlet (William Shakespeare)
- 1959 : Les Fausses confidences (Pierre Carlet de Chamblain de Marivaux)
- 1959 : La vie est un songe (Pedro Calderón de la Barca)
- 1959 : Le Gora - La Voiture versée - La Paix chez soi - La Peur des coups - On purge bébé (Georges Courteline et Georges Feydeau)
- 1959 : Cyrano de Bergerac (Edmond Rostand)
- 1960 : Le Jeu de l'amour et du hasard (Pierre Carlet de Chamblain de Marivaux)
- 1960 : L'Arlésienne (Alphonse Daudet)
- 1960 : Le Cid (Pierre Corneille)
- 1960 : Don Juan (Molière)
- 1961 : Macbeth (William Shakespeare)
- 1961 : Jeanne d'Arc (Charles Peguy)
- 1961 : Ruy Blas (Victor Hugo)
- 1962 : Goetz... la main de fer (Johann Wolfgang von Goethe)
- 1963 : Peines d'amour perdues (William Shakespeare)
- 1961 : On ne badine pas avec l'amour (Alfred de Musset)
- 1967 : Les Justes (Albert Camus)
- 1967 : Les Caprices de Marianne (Alfred de Musset)

### Opéra
- 1946 : Les Saltimbanques (Louis Ganne)
- 1947 : Rêve de valse (Oscar Straus)
- 1947 : La Veuve joyeuse (Franz Lehar)
- 1947 : Valses de Vienne (Johann Strauss)

## Webographie
- Notice sur le site du Théâtre des Célestins

## Vidéographie
- Interview de Charles Gantillon et Bernard Clavel sur le site de l'INA